# Жовтнева Дача (пам'ятка природи)
Жовтне́ва Да́ча — ботанічна пам'ятка природи місцевого значення в Україні. Розташована в межах міста Лубни Полтавської області, при вулицях Драгоманова, Молодіжній, Степовій.
Площа 57 га. Статус надано згідно з рішенням облвиконкому № 242 від 20.06.1972 року. Перебуває віданні ДП «Лубенський лісгосп» (Приміське л-во, кв. 63).
Статус надано для збереження частини лісового масиву на правобережжі Сули. Деревостан утворює переважно дуб черешчатий, зростають також клен гостролистий, граб звичайний, ясен звичайний.

## Галерея

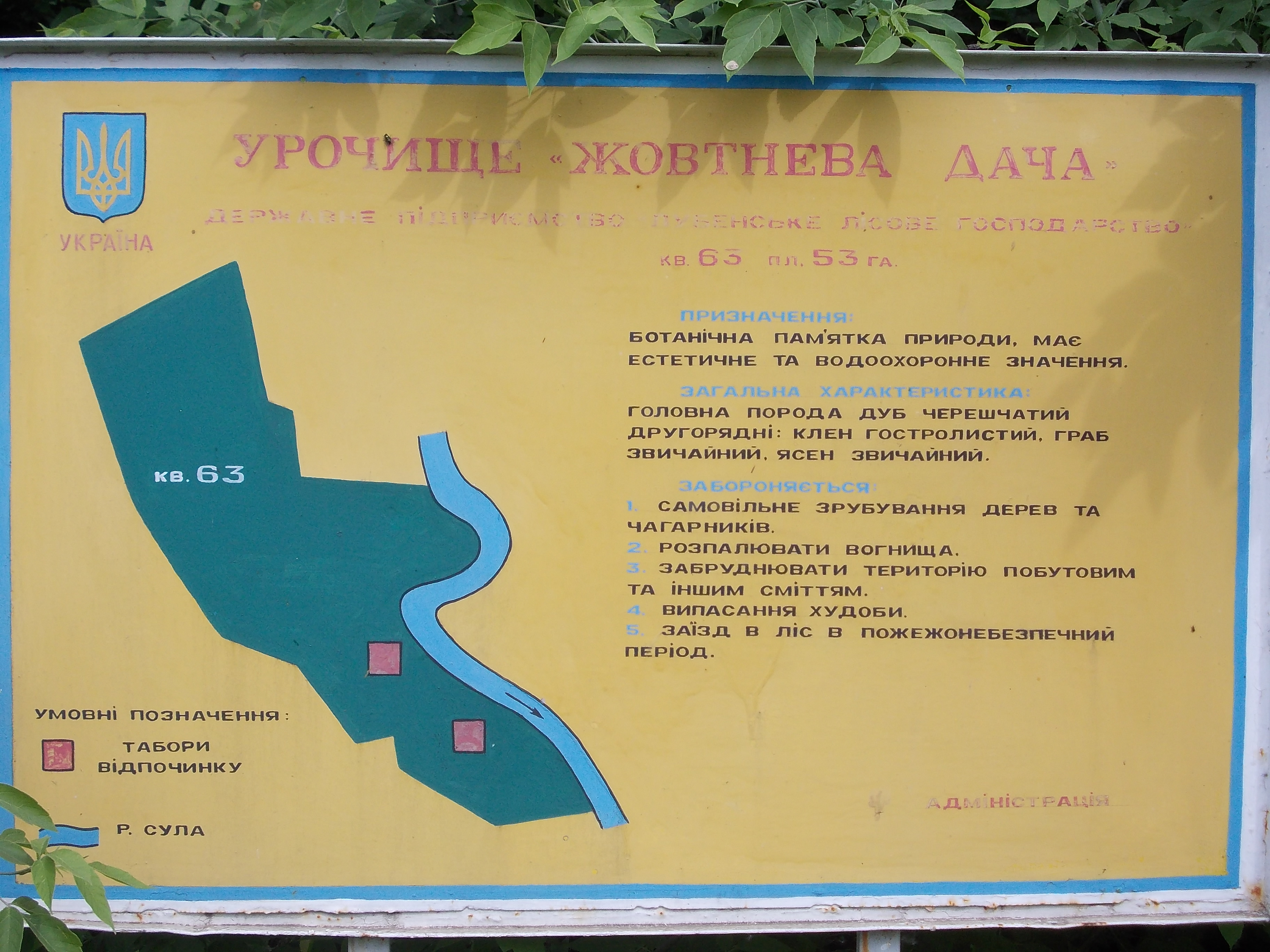
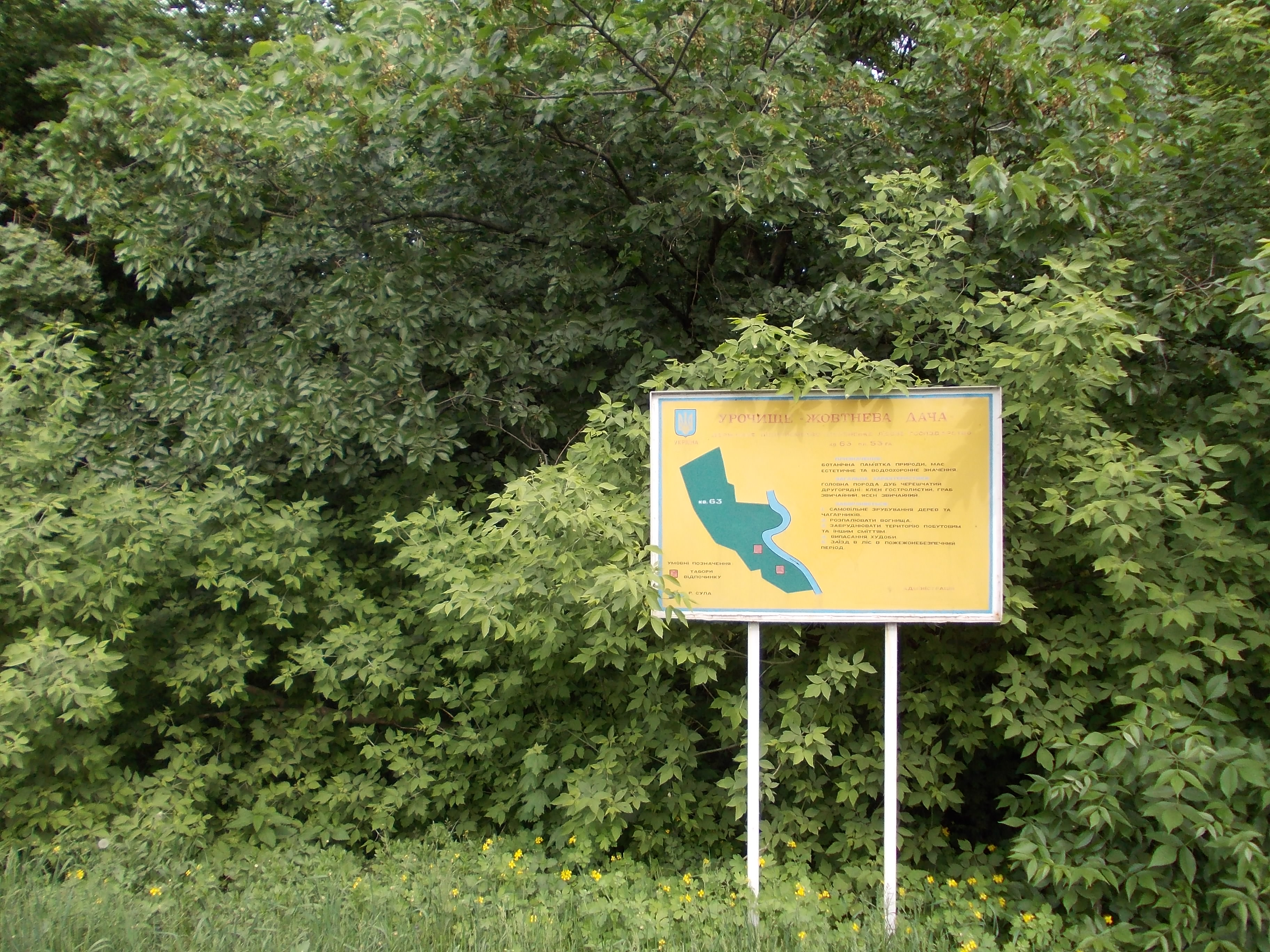
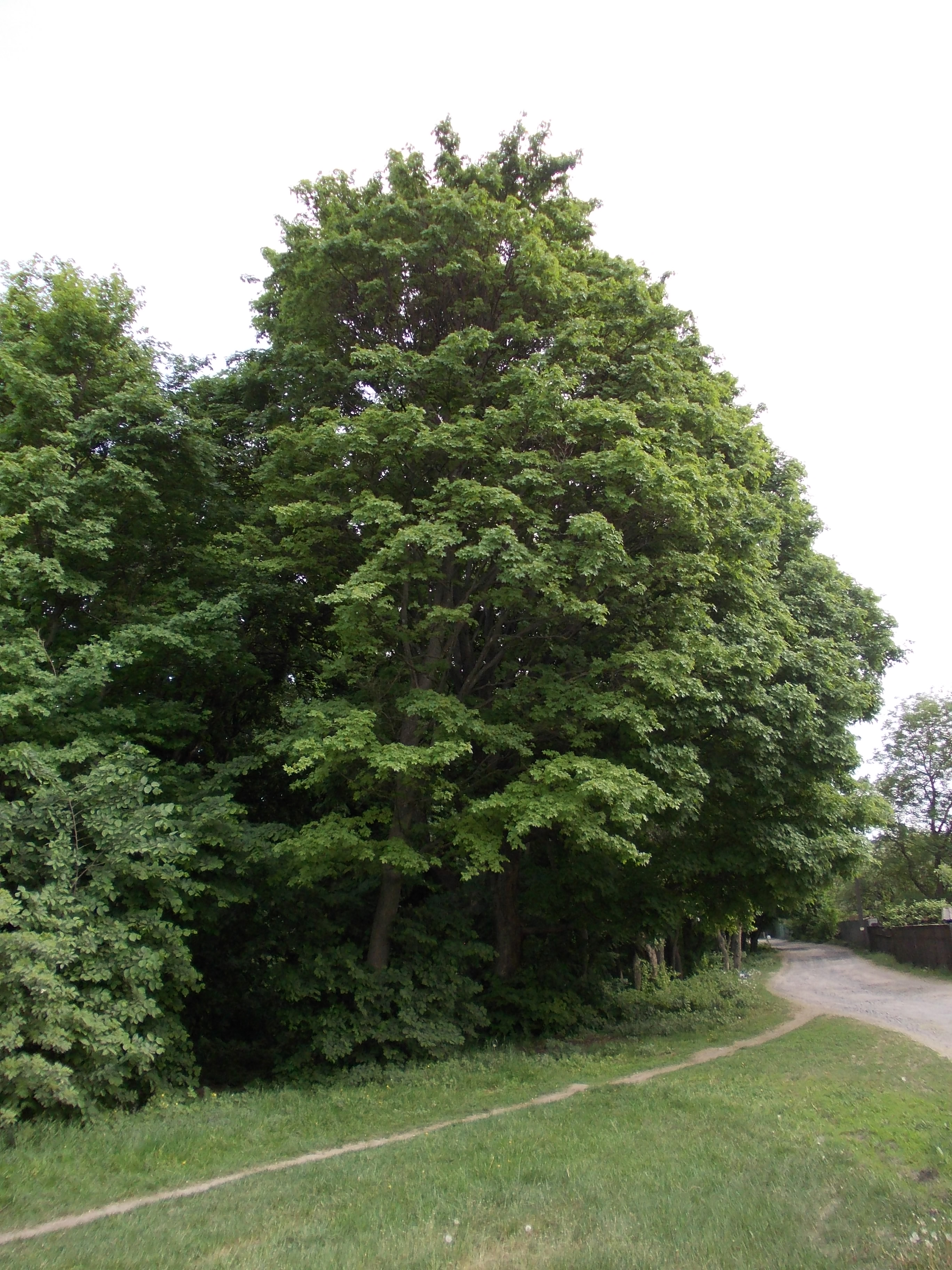
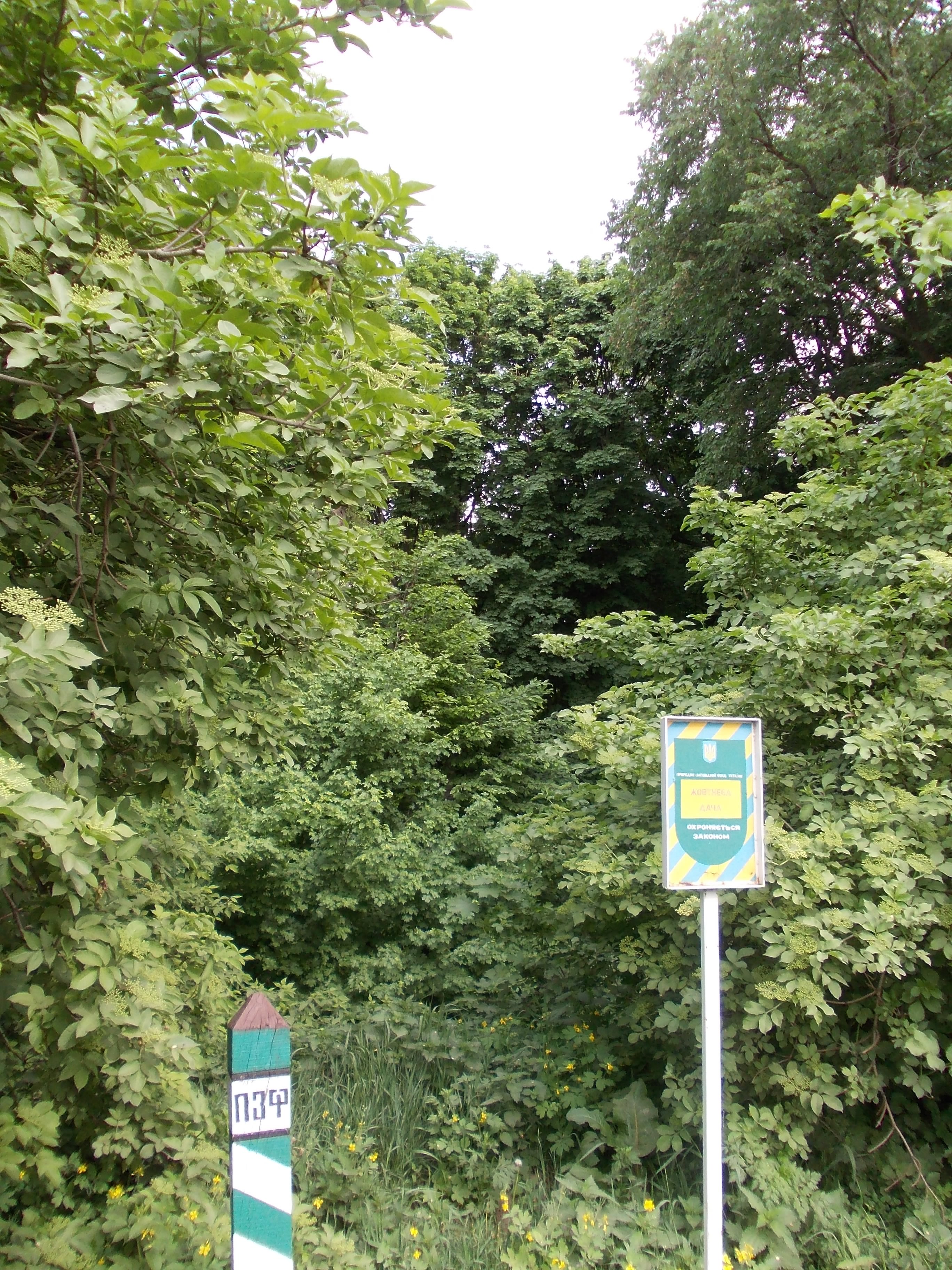
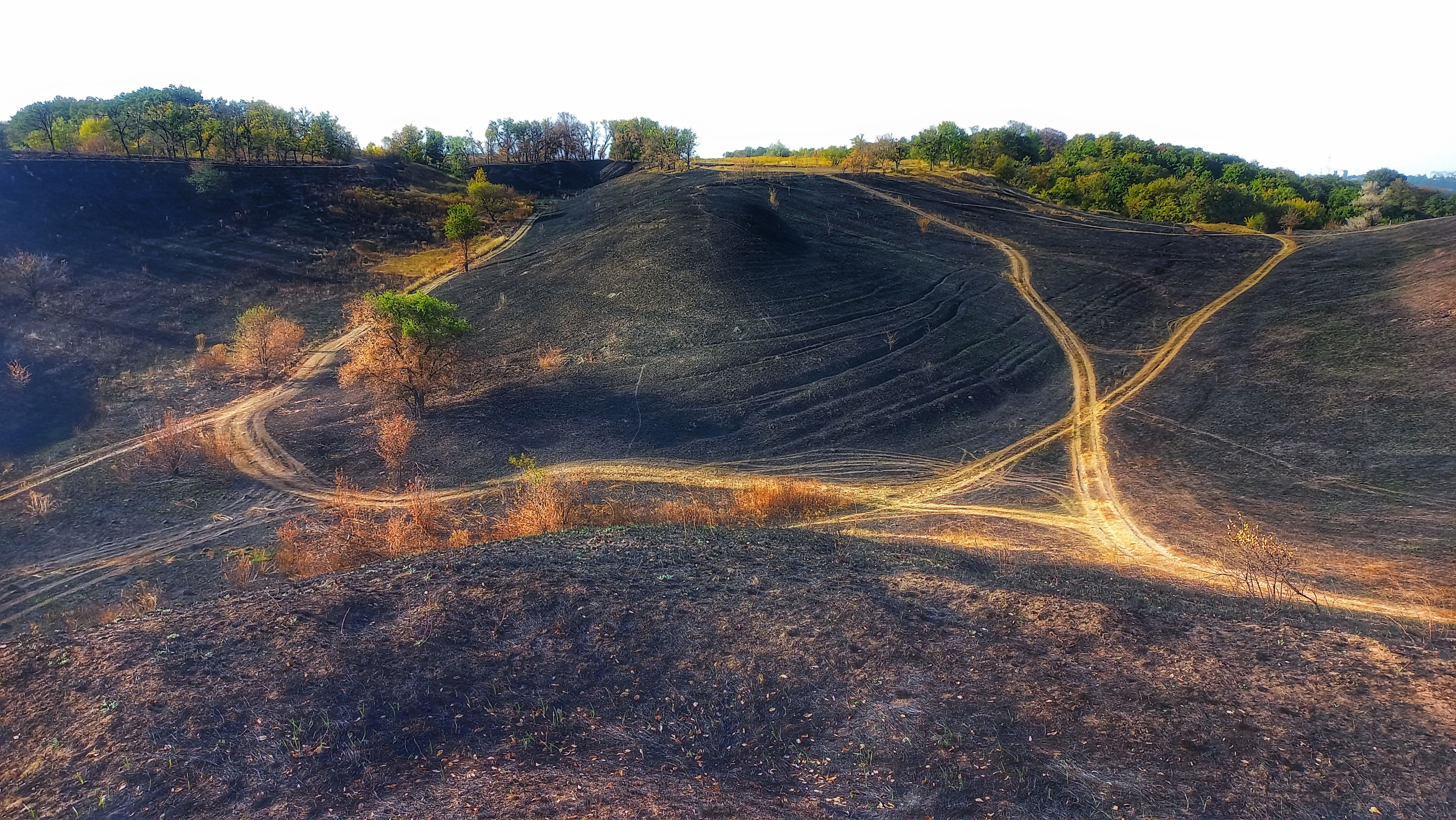
Південна околиця Жовтневої дачі урочище Лиса Гора